# Hermannia grandistipula
Hermannia grandistipula är en malvaväxtart som först beskrevs av J. D. Buchinger och Ferdinand von Hochstetter, och fick sitt nu gällande namn av Karl Moritz Schumann. Hermannia grandistipula ingår i släktet Hermannia och familjen malvaväxter. Inga underarter finns listade i Catalogue of Life.